# The P.M.R.C. can suck on this
The P.M.R.C. can suck on this is een ep van de Amerikaanse punkrockband NOFX, opgenomen in 1986 en uitgegeven in 1987. De titel is een uithaal naar het P.M.R.C. De ep kwam oorspronkelijk uit op Wassail Records met handgeschreven labels. Hiervan zijn maar 500 exemplaren uitgebracht. Later, op 1 januari 1990, is het album heruitgegeven door Fat Wreck Chords. Op de originele albumcover stond Tammy Faye Messner in een sadomasochistische pose met haar toenmalige man, maar voor de herdruk is een alternatieve cover gebruikt, namelijk een foto van gitarist Eric Melvin

## Tracklist
Kant A
1. "Dueling Retards"
2. "On the Rag"
3. "A200 Club"

Kant B
1. "Shut Up Already"
2. "The Punk Song"
3. "Johnny B. Goode" (Chuck Berry cover)

De nummers "On the Rag", "A200 Club" en "Shut Up Already" staan ook op het album Liberal Animation, maar in een ietwat afwijkende versie.

## Band
- Fat Mike - zang, basgitaar
- Eric Melvin - gitaar
- Dave Cassilas - gitaar
- Erik Sandin - drums